# Ken Boothe
Ken Boothe (Denham Town, Kingston, Jamaica, 1948. március 22. –) jamaikai zenész.

## Karrier
Zenei karrierje Clement "Coxsone" Dodd legendás jamaicai producernél kezdődött.
Boothe 1967-ben  először  Sandie Shaw  "Puppet on a String" című számát dolgozta fel. Az év folyamán Boothe és    Alton Ellis sikeres nagy-britanniai turnén voltak a  The Soul Vendors zenekarral.

### Lemezek
- Mr. Rock Steady - (1968)
- Freedom Street - (1971)
- Black Gold and Green - (1973)
- Let's Get It On - (1973)
- Blood Brothers - (1975)
- Live Good - (1978)
- Who Gets Your Love - (1978)
- Talk to Me - (1989)
- I'm Just a Man - (1994)
- Natural Feeling - (1995)
- Rock on Love - (1995)
- Acclaimed - (2000)
- Crying Over You - (2001)
- You're No Good - (2003)

## Külső hivatkozások
- Biography
- Ken Boothe biography[halott link] at the AllMusic website
- Big Up Radio Biography
- AMG diszkográfia